# Vara (gemeente in Zweden)
Vara is een Zweedse gemeente in de provincie Västra Götalands län. Ze heeft een totale oppervlakte van 703,5 km² en telt 15.633 inwoners (30 juni 2012).

## Plaatsen
- Vara
- Kvänum
- Vedum
- Stora Levene
- Arentorp
- Tråvad
- Jung
- Emtunga
- Larv
- Helås

## Partnergemeenten
Vara onderhoudt jumelages met Catarroja (Spanje), Vestby (Noorwegen) Mäntsälä (Finland), Märjamaa (Estland) en Huangshan (China).